# Жашків (станція)
Жашків — тупикова залізнична станція 4-го класу Козятинської дирекції Південно-Західної залізниці на неелектрифікованій лінії Погребище I — Жашків. Розташована в однойменному місті Уманського району Черкаської області.
Станція обслуговує елеватор, сховище пально-мастильних метеріалів та деякі інші організації. Раніше відбувалось обслуговування цукрового заводу, проте станом на 2014 рік завод припинив діяльність, а під'їзна колія до заводу законсервована (частково розібрана рейко-шпальна решітка).

## Історія
Будівництво лінії Погребище — Жашків — Цвіткове було розпочато під час Першої світової війни. Лінія зафіксована на картах 1916 та 1917 років. Остаточне введення лінії в експлуатацію відбулося лише у 1927 році. Станція, за проєктом, не мала б бути тупиковою, навіть тривали земляні роботи в районі села Виноград, що фактично мало бути на меті для здійснення наскрізного руху поїздів з Рівного через  Козятин і надалі до Черкас, але планам завадила німецько-радянська війна.
До Другої світової війни станція Жашків була проміжною — у бік станції Цвіткове, як продовження лінії зі станціями Баштечки, Виноград, Бужанка, Дашуківка, Лисянка, Майданівка та Шпола. Відкриття руху транзитних 
пасажирських поїздів так і не було здійснено. Під час війни цю лінію було пошкоджено, а колії згодом розібрані, окрім дільниці від станції Лисянки до Хлипнівки, яка є складовою сучасної лінії Багачеве — Дашуківка. Наразі земляне полотно використовується як ґрунтова дорога, яка місцями заросла. Відтоді станція є кінцевою на лінії Погребище — Жашків. Мова про електрифікацію не йшла через тупиковість станції. Залізничне полотно пролягає лише у напрямку станції  Погребище I.

## Пасажирське сполучення
До станції курсує приміський поїзд сполученням Козятин — Погребище — Жашків та зворотно (у понеділок, п'ятницю, суботу та неділю).